# Anaerocolumna cellulosilytica
Anaerocolumna cellulosilytica es una especie de  bacteria grampositiva del género Anaerocolumna. Fue descrita en el año 2016, es la especie tipo. Su etimología hace referencia a disolución de celulosa. Es anaerobia estricta, móvil por flagelación perítrica. Tiene un tamaño de 0,8 μm de ancho por 9,5-12 μm de largo. Forma colonias lisas y translúcidas en agar PY4S. Temperatura de crecimiento entre 15-40 °C, óptima de 35 °C. Catalasa y oxidasa negativas. Se ha aislado de reactores metanógenos en granjas de ganado en Japón. 